# Slomškov trg (Maribor)

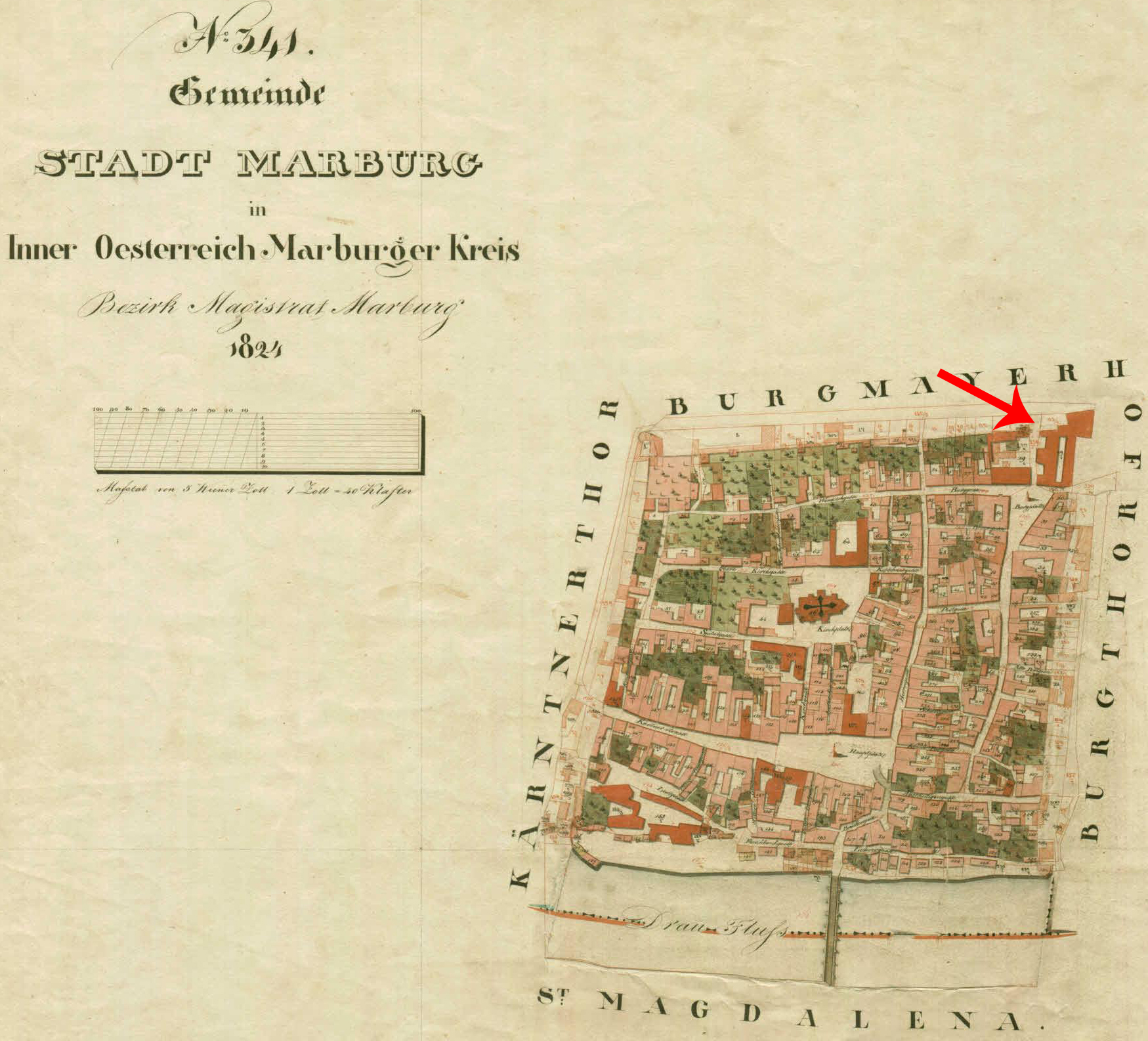
Der Kirchplatz (heutiger Slomškov trg) auf dem Stadtplan Maribor 1824. Gekennzeichnet: die Stadtburg

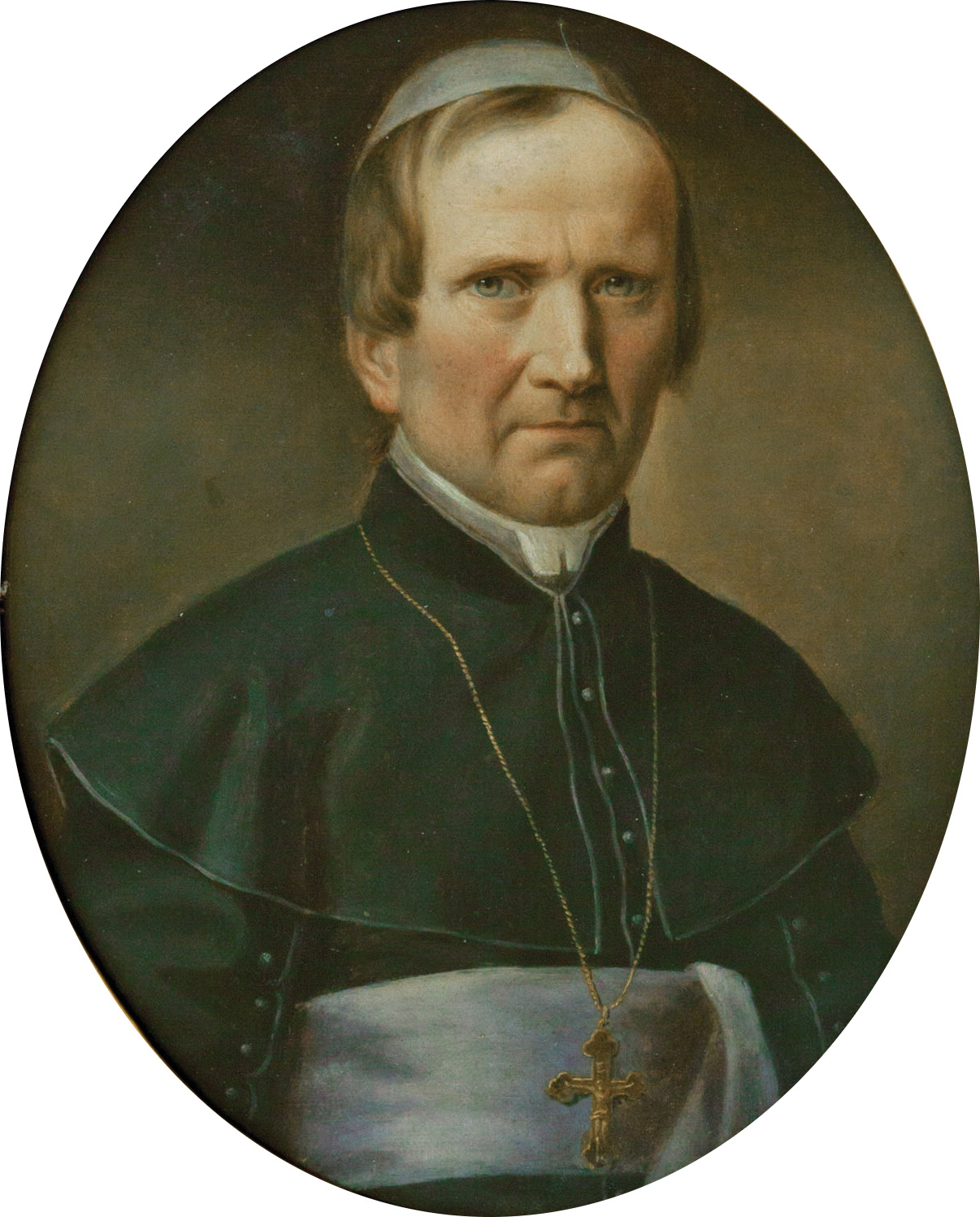
Joseph Ernst Tunner: Anton Martin Slomšek (etwa 1860)

Slomškov trg (deutsch: Slomšek-Platz, auch Domplatz) ist der Name eines Platzes im Stadtbezirk Center von Maribor, Slowenien. Er ist benannt nach dem römisch-katholischen Bischof Anton Martin Slomšek (1800 bis 1862).

## Geschichte
Der heutige Slomškov-Platz hieß früher Kirchplatz, der Platz erhielt seinen Namen von der Pfarrkirche St. Johannes der Täufer, heute Kathedrale von Maribor. Erst 1859 erhielt der Platz den Namen Domplatz (Stolni trg). Zum Gedenken an Bischof Slomšek wurde der Platz 1919 in Slomšek-Platz umbenannt.

## Lage
Der Platz  liegt im Zentrum der Altstadt von Maribor. Von Nordwesten mündet die Miklošičeva ulica in den Platz und die Orožnova ulica von Südwesten. Von Osten die Ulica 10. oktobra.

## Abzweigende Straßen
Im Norden: Gledališka ulica; im Süden (von West nach Ost): Poštna ulica, Lekarniška ulica, Rotovški trg.

## Bauwerke und Einrichtungen
- Kathedrale von Maribor
- Hauptpost von Maribor mit der Zentrale der Pošta Slovenije
- Hauptgebäude der Universität Maribor
- Slowenisches Nationaltheater Maribor
- Theologische Bibliothek Maribor der Theol. Fakultät der Universität Ljubljana[6]